# Jihane Annane
Jihane Annane, née à Casablanca (Maroc) le 5 novembre 1971, est une femme politique belge. 

## Biographie
Elle devient belge au mois d'août 2002 par naturalisation. Devenu sénatrice en tant que suppléante avec le moins de voix de toute la liste MR au Sénat durant la législature 2004-2007, elle fut employée précédemment de 2001 à 2004 en qualité de conseillère pour la politique du Moyen-Orient auprès de Louis Michel, alors Ministre des Affaires étrangères. Membre du groupe politique MR, elle a également été responsable des relations internationales du Mouvement réformateur (MRI) avant de céder cette fonction à Daniel Ducarme.
Située sur la liste des suppléants aux élections législatives et fédérales de juin 2007, elle n'obtint pas un score suffisant que pour garder son mandat. 
Mariée et mère de deux enfants, elle est titulaire d'une maîtrise en économie du développement (Université catholique de Louvain (Louvain-la-Neuve))